# 圣马丹迪瓦尔
圣马丹迪瓦尔（法語：Saint-Martin-du-Var，法語發音：[sɛ̃ maʁtɛ̃ dy vaʁ]）是法国滨海阿尔卑斯省的一个市镇，位于该省中南部，瓦尔河左岸，属于尼斯区。

## 地理
圣马丹迪瓦尔（43°49'20"N, 7°11'32"E）面积5.59 平方千米，位于法国普罗旺斯-阿尔卑斯-蓝色海岸大区滨海阿尔卑斯省，该省份为法国东南部沿海省份，南濒地中海，西南至瓦尔省，西北接上普罗旺斯阿尔卑斯省，北部和东部与意大利接壤。
与圣马丹迪瓦尔接壤的市镇（或旧市镇、城区）包括：勒布罗克、卡罗斯、日莱特、瓦尔河畔拉罗凯特、圣布莱斯。
圣马丹迪瓦尔的时区为UTC+01:00、UTC+02:00（夏令时）。

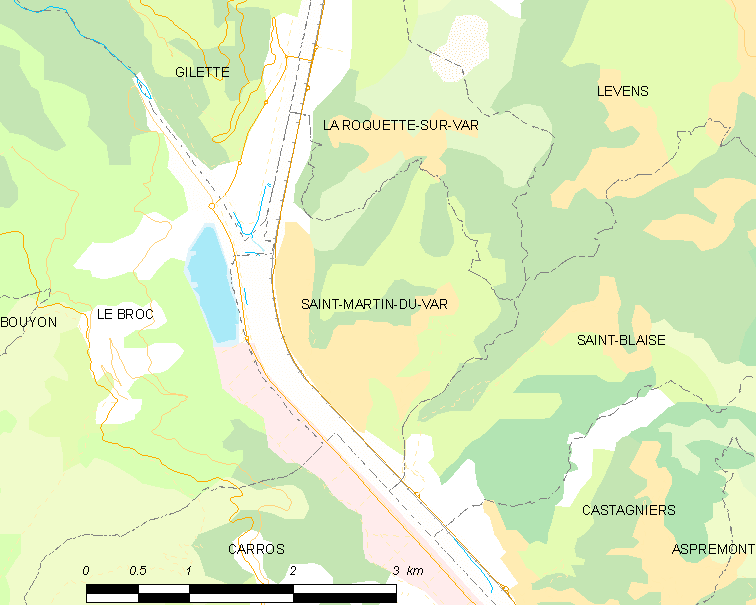
圣马丹迪瓦尔的OSM定位图

## 行政
圣马丹迪瓦尔的邮政编码为06670，INSEE市镇编码为06126。

## 政治
圣马丹迪瓦尔所属的省级选区为图雷特勒旺斯县。

## 人口

1962-2008年间圣马丹迪瓦尔人口变化图示

圣马丹迪瓦尔于2022年1月1日时的人口数量为3403人。